# Hawaï-Emperorketen

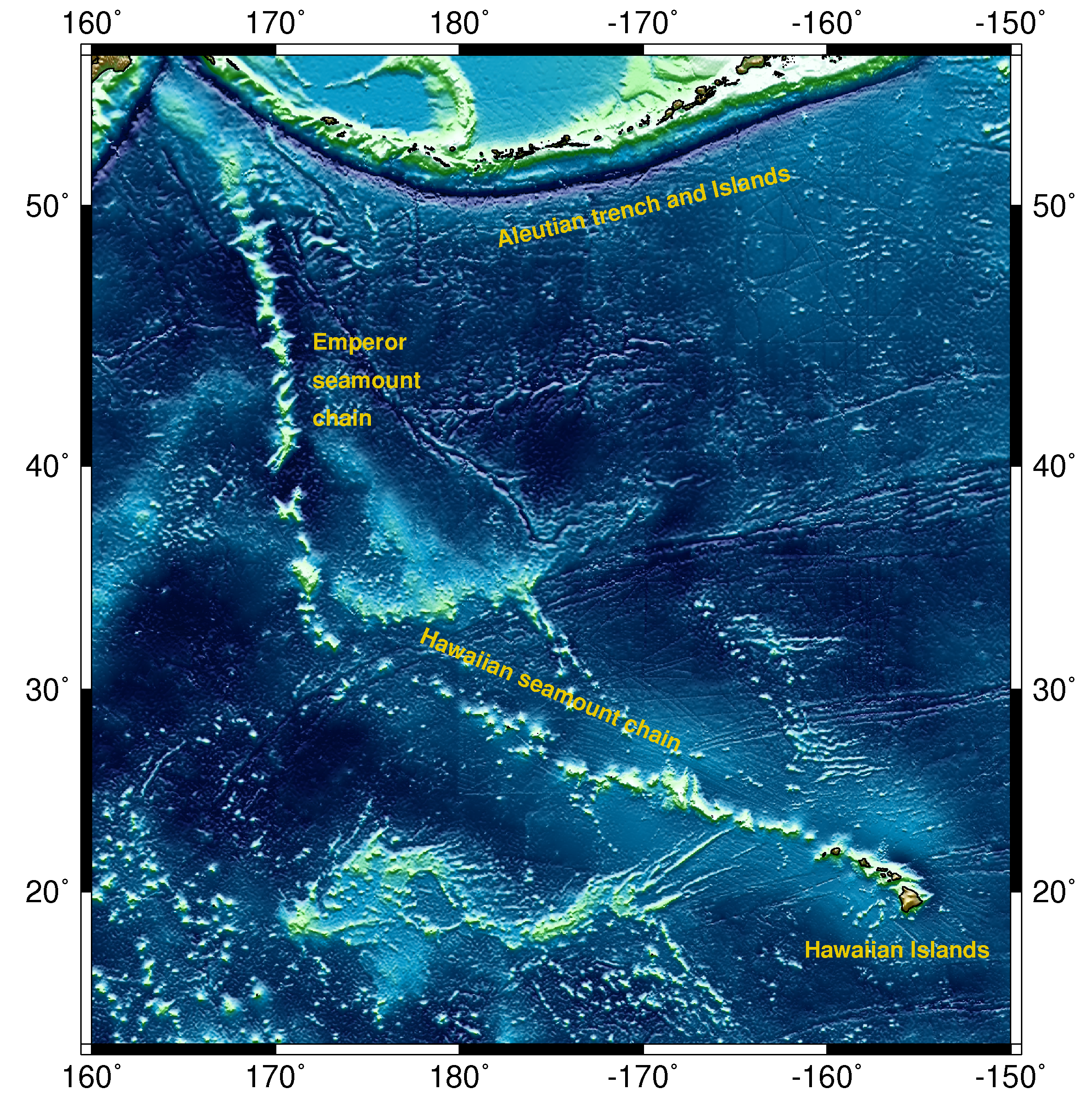
De Hawaï-Emperorketen

De Hawaï-Emperorketen is een keten van ongeveer 80 schildvulkanen (vulkanische eilanden, atols en onderzeese bergen) in de Grote Oceaan waarvan de keten van Hawaïaanse eilanden deel uitmaakt. De keten heeft een lengte van 5800 km en strekt zich uit van het punt waar de Koerilentrog overgaat in de Aleoetentrog in het noordwesten van de Grote Oceaan tot de Kamaʻehuakanaloa, 30 km ten zuidoosten van het eiland Hawaï. De Hawaï-Emperorketen is ontstaan doordat de oceaanbodem van de Pacifische Plaat met een snelheid van 5 tot 10 cm per jaar beweegt over een hotspot in de aardmantel.

## Delen

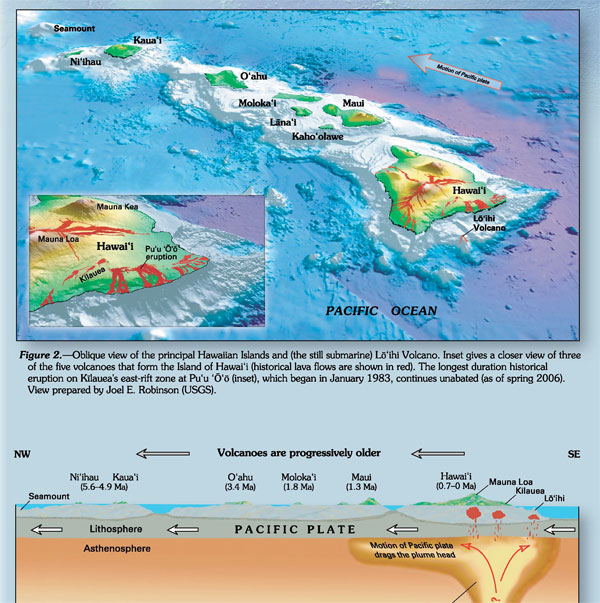
De vorming en evolutie van de eilanden door de relatieve beweging van oceaanbodem en hotspot

De Hawaï-Emperorketen kan onderverdeeld worden in drie delen:
Het jongste deel met een leeftijd tussen 0,4 en 5,1 miljoen jaar zijn de grote Hawaïaanse eilanden tussen Kauai en Niihau en Hawaï met Kamaʻehuakanaloa. Het eiland Hawaï bestaat uit vijf vulkanen waarvan er drie nog actief zijn (Mauna Loa, Kilauea, en Hualalai). Naar verwachting zal Kamaʻehuakanaloa (de vierde actieve vulkaan van de keten) over enkele 10.000 jaar boven de zeespiegel verschijnen. Van de andere vulkanen zijn er twee slapend (Mauna Kea en Haleakala); de rest van de vulkanen zijn dode vulkanen omdat ze al te ver van de hotspot verwijderd zijn.
De Noordwestelijke Hawaïaanse eilanden die liggen in het Papahānaumokuākea Marine National Monument tussen Nihoa en Kure Atol hebben een leeftijd tussen 7,7 en 27,7 miljoen jaar. Door erosie komen deze dode vulkanen nauwelijks meer boven het wateroppervlak uit en vormen atols. Kure Atol is het meest noordelijk atol van de wereld.
De Emperor Seamounts vormen met een leeftijd van 39 tot 85 miljoen jaar het oudste deel. Door erosie zijn deze dode vulkanen reeds lang onder water verdwenen en bestaan nu uit guyots en onderzeese bergen. De keten van de Emperor Seamounts maakt een hoek van 120 graden met de keten van de Noordwestelijke Hawaïaanse eilanden.
Vroeger werd gedacht dat deze hoek veroorzaakt is doordat de beweging van de Pacifische Plaat ongeveer 50 miljoen jaar geleden van richting veranderd is, maar meer recent onderzoek suggereert dat de hotspot zelf beweegt. De meeste van de onderzeese bergen van de Emperor Seamounts dragen namen van vroegere keizers van Japan. De oudste vulkaan is nu Meiji Seamount; nog oudere vulkanen zijn mogelijk reeds door subductie in de Koerilentrog verdwenen.